# Jules Feiffer
Pour les articles homonymes, voir Feiffer, Pfeiffer et Pfeifer.
Jules Feiffer, né le 26 janvier 1929 à New York et mort le 17 janvier 2025 à Richfield Springs (New York), est un auteur américain de bande dessinée et de dessins de presse, également écrivain, scénariste de cinéma et auteur de théâtre.
Le 18 juin 2000, Jules Feiffer prend sa retraite de dessinateur de presse après une carrière de 43 ans dans le domaine.
Ses dessins et bandes dessinées, publiés dans The New Yorker, Playboy, Esquire ou The Nation sont compilés en 19 livres. Ils influencent de nombreux auteurs, comme Claire Bretécher en France ainsi que Garry Trudeau aux États-Unis.
Plusieurs de ses planches sont publiées dans Charlie Mensuel, traduites par Cavanna.

## Biographie

### Enfance
Jules Ralph Feiffer est né dans le Bronx, à New York. Ses parents, David Feiffer et Rhoda (née Davis), élèvent leurs trois enfants dans le judaïsme : Jules Feiffer a une sœur aînée et une cadette. Son père exerce le métier de vendeur mais, en raison de la Grande Dépression, il est en général au chômage. Sa mère est styliste de mode. Jules Feiffer commence à dessiner à partir de l'âge de 3 ans, encouragé par sa mère.
À l'âge de 13 ans, il reçoit de sa mère sa première table à dessin. Elle l'inscrit également à l'Art Students League of New York pour étudier le dessin anatomique. Il réussit l'examen final à la James Monroe High School (en) à 16 ans.
Feiffer s'intéresse dès sa jeunesse aux cartoons ; estimant qu'il n'a pas de talent suffisant pour devenir écrivain ni artiste visuel, il entreprend de conjuguer ces deux disciplines pour élaborer une œuvre personnelle, inspirée par les lectures de son enfance. Ses cartoons préférés étaient Our Boarding House (en), Alley Oop et Wash Tubbs. Il analyse le style de divers auteurs, comme Al Capp dans Abbie an' Slats. Il est marqué, notamment, par Le Spirit, de Will Eisner et par Milton Caniff.

### Carrière
À sa sortie du lycée, Feiffer cherche désespérément un emploi. Il se présente spontanément chez l'un de ses auteurs préférés : Will Eisner. Celui-ci, qui avait connu une situation comparable à ses débuts, l'interroge sur ses aptitudes et souhaits. Même si Eisner n'est pas très convaincu par les compétences artistiques du candidat, il l'embauche par sympathie et parce que Feiffer manifeste un enthousiasme débordant. Par la suite, Feiffer demande une promotion ; Eisner ne la lui donne pas. En revanche, il réserve une page aux publications de Feiffer dans The Spirit. La collaboration entre les deux hommes est positive : ils échangent leurs idées, leurs arguments et s'accordent sur des changements. En 1947, Feiffer s'inscrit pendant un an au Pratt Institute pour améliorer son graphisme.
Il effectue son service militaire au début des années 1950 dans le corps des transmission.
Il tient une chronique satirique dans The Village Voice de 1956 à 1997, où il relève les maux contemporains de son pays. Sa série lui vaut le prix Pulitzer du dessin de presse en 1986 et contribue à son prestige dans le monde de la BD. Sa collaboration avec la revue prend fin en raison d'un conflit salarial.
Il travaille également au cinéma en écrivant des scénarios, à commencer par le court-métrage Munro (1961) puis l'adaptation de sa pièce de théâtre Ce plaisir qu'on dit charnel (1971). Il collabore avec Robert Altman (Popeye, 1980) et Alain Resnais (I Want to Go Home, 1989).
À la fin de sa vie, il se consacre notamment à la littérature pour la jeunesse.

## Bande dessinée

### Publications françaises
- Je ne suis pas n'importe qui !, Futuropolis, 2007.
- Tantrum : Grosse Colère, Mécanique générale, 2009.

## Hors bande dessinée

### Scénarios de films
- Munro (1961) - court métrage d'animation
- Little Murders (1971) - aussi une pièce de théâtre
- Ce plaisir qu'on dit charnel (1971) de Mike Nichols
- Popeye (1980) de Robert Altman
- Grown-ups (1985) Pièce de théâtre et théâtre filmé
- I Want to go home (1989) de Alain Resnais
- The Nudik Show (1991) - série télévisée

### Théâtre
- Grown-ups
- Knock Knock
- Little Murders

### Romans
- Harry the Rat with women
- Ackroyd

## Prix et distinctions
- 1961 : prix George-Polk spécial pour ses dessins de presse
- 1961 : Oscar du meilleur court métrage d'animation pour Munro
- 1967 :
  - Prix Alley du meilleur strip divers pour Feiffer
  -  Tour Guinigi d'or du scénariste / script
- 1969 : prix Obie pour Little Murders
- 1970 : prix Outer Circle Critics pour The White House Murder
- 1986 : prix Pulitzer du dessin de presse
- 1988 : prix Inkpot
- 1989 : Osella d'or du meilleur scénario pour I Want to go home d'Alain Resnais à la Mostra de Venise
- 1995 : élu à l'Académie américaine des arts et des lettres
- 2004 : Temple de la renommée Will Eisner
- 2004 : prix Milton Caniff pour l'ensemble de son œuvre
- 2015 :
  - prix du roman graphique de la National Cartoonists Society pour Kill My Mother
  - Temple de la renommée Harvey Kurtzman